# Fauna van Australië

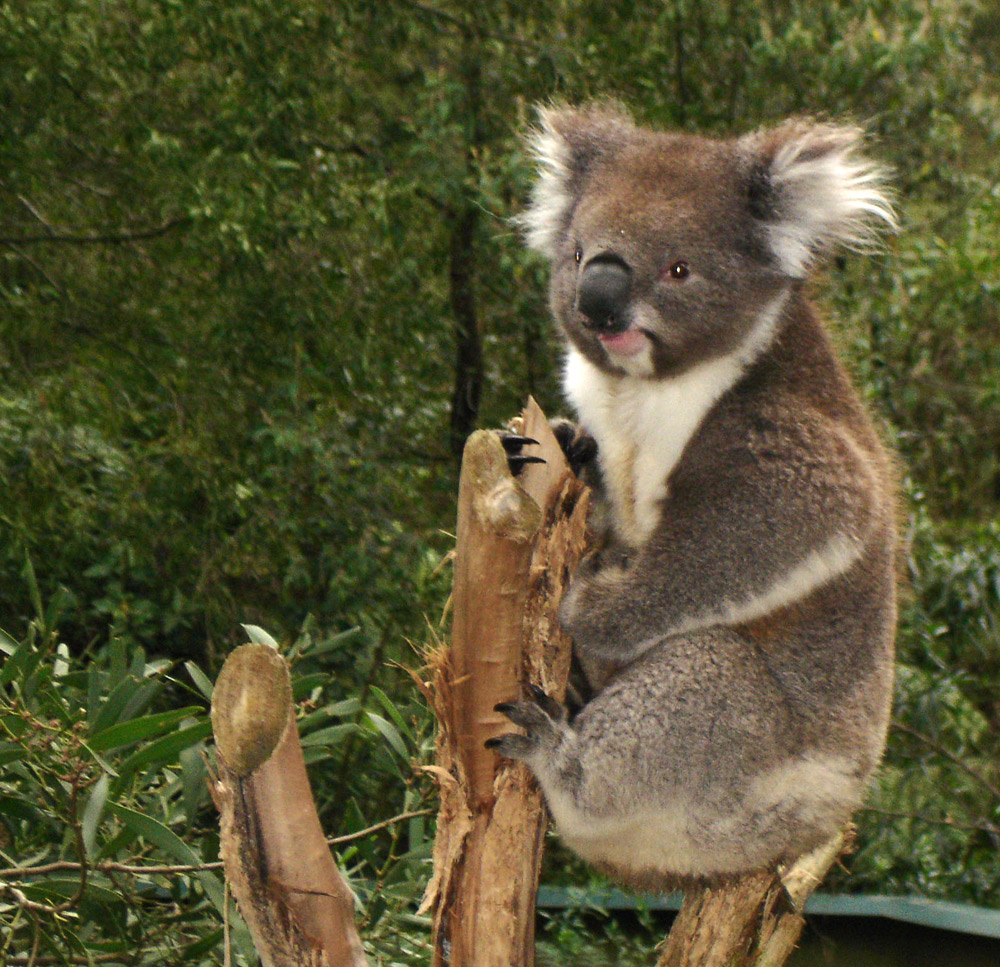
De koala, een buideldier

De tegenwoordige fauna van Australië valt onder meer op door het grote aantal soorten dat van nature nergens anders voorkomt en door de relatief grote rol die buideldieren er spelen.

## Ontstaan
Een van de belangrijkste oorzaken van het unieke karakter van de Australische dieren is de langdurige isolatie van het continent. Ongeveer 50 miljoen jaar geleden splitste het huidige Australië zich af van het supercontinent Gondwanaland en begon het zich noordwaarts te bewegen. Pas ongeveer 5 miljoen jaar geleden botste de Australische Plaat met Azië.
De buideldieren bijvoorbeeld hebben zich vanuit waarschijnlijk slechts één of enkele grondvormen in allerlei vormen ontwikkeld. (Zie adaptieve radiatie.)
Een tweede belangrijke factor was het ontstaan van de circumpolaire zeestroom (rond Antarctica) ongeveer 15 miljoen jaar geleden. Hierdoor werd Australië een relatief droog continent en dat leidde tot het ontstaan van vele op de droogte aangepaste diersoorten.

## Klimaat en landschap
Het continent bestaat grotendeels uit woestijn. Enkel in het noorden en op het zuidelijke eiland Tasmanië zijn er regenwouden, die verder naar het zuiden vaak meer subtropisch dan tropisch zijn. In het zuidoosten heerst een meer gematigd klimaat.
In het binnenland zijn er naast woestijnen ook steppe- en savanne-achtige gebieden. Daar leven bijvoorbeeld de kangoeroes.

## Zoogdieren

### Niet-zeezoogdieren

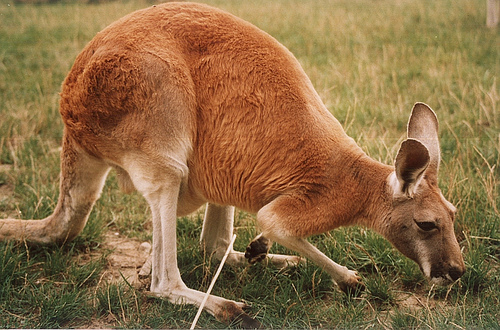
Kangoeroe

De oudst bekende zoogdieren zijn, de zeezoogdieren niet meegerekend, de cloacadieren, die al sinds het Vroege Krijt voorkomen. In het Eoceen kwamen er buideldieren en placentadieren, maar de laatste verdwenen weer totdat veel later, rond 15 miljoen jaar geleden, vleermuizen en knaagdieren hun intrede deden. Vanaf ongeveer 5000 jaar geleden introduceerde de mens diverse zoogdieren, als eerste de dingo.

### Zeezoogdieren
In de wateren rond Australië komen tientallen zeezoogdiersoorten voor, waaronder walvissoorten zoals de bultrug. De meeste van deze soorten komen ook elders in de wereld voor.

## Vogels
Australië herbergt ongeveer 830 vogelsoorten, van grote zoals de emoe tot kleinere zoals de
Satijnblauwe prieelvogel, waarvan het mannetje als onderdeel van het paringsritueel uiterst gecompliceerde priëlen bouwt.
Ook bestaan er in Australië grootpoothoenders die hun eieren in hopen rottend plantenmateriaal uitbroeden en de temperatuur daarvan controleren (thermometervogels). Als eenmaal de kuikens geboren zijn, laten ze die aan hun lot over.

## Amfibieën en reptielen

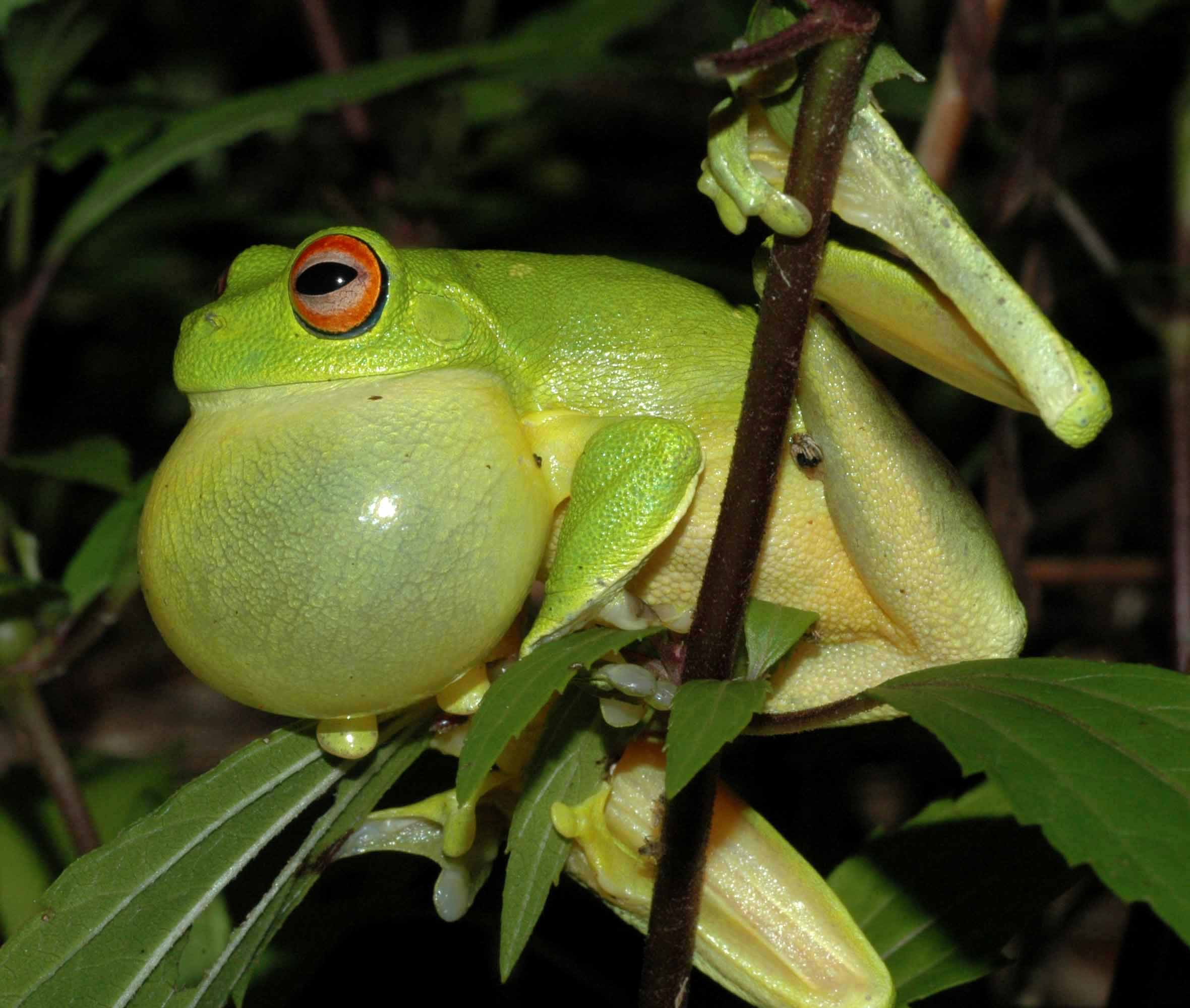
Roepend mannetje van de soort Litoria chloris.

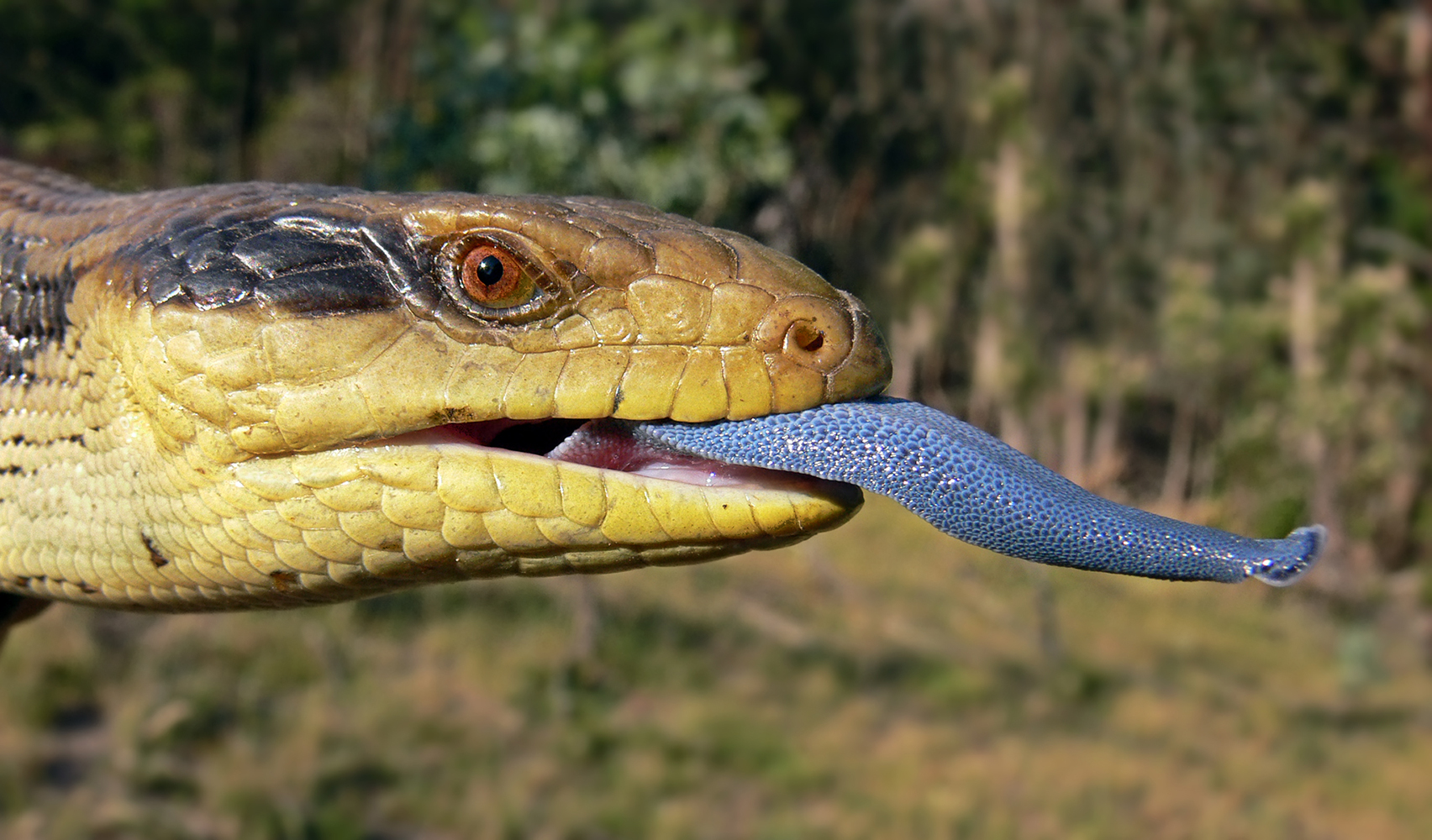
Gevlekte blauwtongskink (Tiliqua nigrolutea) steekt zijn tong uit.

In Australië komen 230 soorten amfibieën voor, die allen behoren tot de kikkers (Anura). De andere twee groepen van amfibieën, de salamanders (Caudata) en de wormsalamanders (Apoda), zijn niet vertegenwoordigd op het continent. De geïsoleerde ligging van Australië is daar debet aan. Enkele bekende groepen van kikkers die karakteristiek zijn voor Australië zijn de boomkikkers uit het geslacht Litoria, die vrij fors kunnen worden. Het geslacht Austrochaperina is zelfs vernoemd naar het land omdat de vertegenwoordigers hier voorkomen. Australië telt vier inheemse kikkerfamilies. In 1935 werd de reuzenpad (Rhinella marina) uitgezet om een keverplaag te bestrijden, maar dit liep uit op een nog steeds durende ecologische ramp.
De reptielen worden wel door alle groepen vertegenwoordigd; in Australië komen slangen, hagedissen, schildpadden en  krokodilachtigen voor. 
Het land is ook bekend om zijn zoet- en zoutwaterkrokodillen, waarvan de grootste, de zeekrokodil, zeven meter lang kan worden en gevaarlijk is voor mensen.
In Australië komen meer dan 210 soorten slangen voor. Van alle slangen wereldwijd is ongeveer 15% giftig, maar de meeste slangen die in Australië voorkomen zijn giftig zodat het percentage giftige slangen in Australië veel hoger is. Een van de gevaarlijkste soorten is de bruine slang, deze soort komt algemeen voor en is onopvallend waardoor er veel incidenten plaatsvinden waarbij men per ongeluk op de slang gaat staan. Naast giftige slangen komen ook niet-giftige soorten voor zoals enkele soorten wormslangen. Sommige groepen slangen hebben een Australische oorsprong, zoals de wurgslangen uit het geslacht Morelia.
Van de zes soorten zeeschildpadden (Cheloniidae) komen er vijf voor langs de kust. De zeeschildpadden zoeken niet alleen naar voedsel maar zetten ook hun eieren af op de Australische stranden. Onder andere de karetschildpad (Eretmochelys imbricata), de soepschildpad (Chelonia mydas) en de lederschildpad (Dermochelys coriacea) zetten hun eieren hier af. In het binnenland komen ongeveer 25 soorten zoetwaterschildpadden voor, onder andere uit de geslachten Elseya, Chelodina en Myuchelys. Met name de soorten uit het geslacht Chelodina zijn bekend vanwege de lange nek.
Ten slotte telt het land vele soorten hagedissen, zoals gekko's. Een aantal groepen heeft unieke kenmerken ontwikkeld, zoals de blauwtongskinken (Tiliqua) die een kobaltblauwe tong hebben en de kraaghagedis (Chlamydosaurus kingii) die een opvallende huidflap rond de hals bezit. De bergduivel of moloch (Moloch horridus) is een sterk gespecialiseerde hagedis die tot de agamenfamilie behoort en uitsluitend van mieren leeft.

## Vissen
Het vrij droge continent beschikt over relatief weinig zoet water en de meerderheid van de vissoorten is dan ook in de zee te vinden.

### Zoet water
Tot de evolutionair gezien oudste soorten behoort de Australische longvis, die al bestond vóór de afsplitsing van Gondwanaland.
Opvallend is de Lepidogalaxias, die droge perioden kan overleven door zich in te graven in de modder. (Zie aestivatie.)
De introductie van onder meer karper- en zalmsoorten door de mens heeft een negatief effect gehad op inheemse flora en fauna.

### Zout water
In de zee rond Australië komen veel haaiensoorten voor, zoals de Port jackson stierkophaai en de Wobbegong. De enige drie voor de mens gevaarlijke soorten zijn de witte haai, de stierhaai en de tijgerhaai. Ondanks maatregelen als haaiennetten langs stranden vallen er soms dodelijke slachtoffers.
Het Groot Barrièrerif huisvest een enorme variatie aan vissoorten, waaronder de meterslange
donkere reuzentandbaars en de steenvis, de meest giftige vis ter wereld.

## Ongewervelden

### Land
De meeste ongewervelde diersoorten zijn insecten, waaronder door de mens geïntroduceerde soorten als de vuurmier, die sinds 2001 intensief bestreden wordt.
Tot de voor de mens gevaarlijke soorten behoort de Australische tunnelspin.

### Water

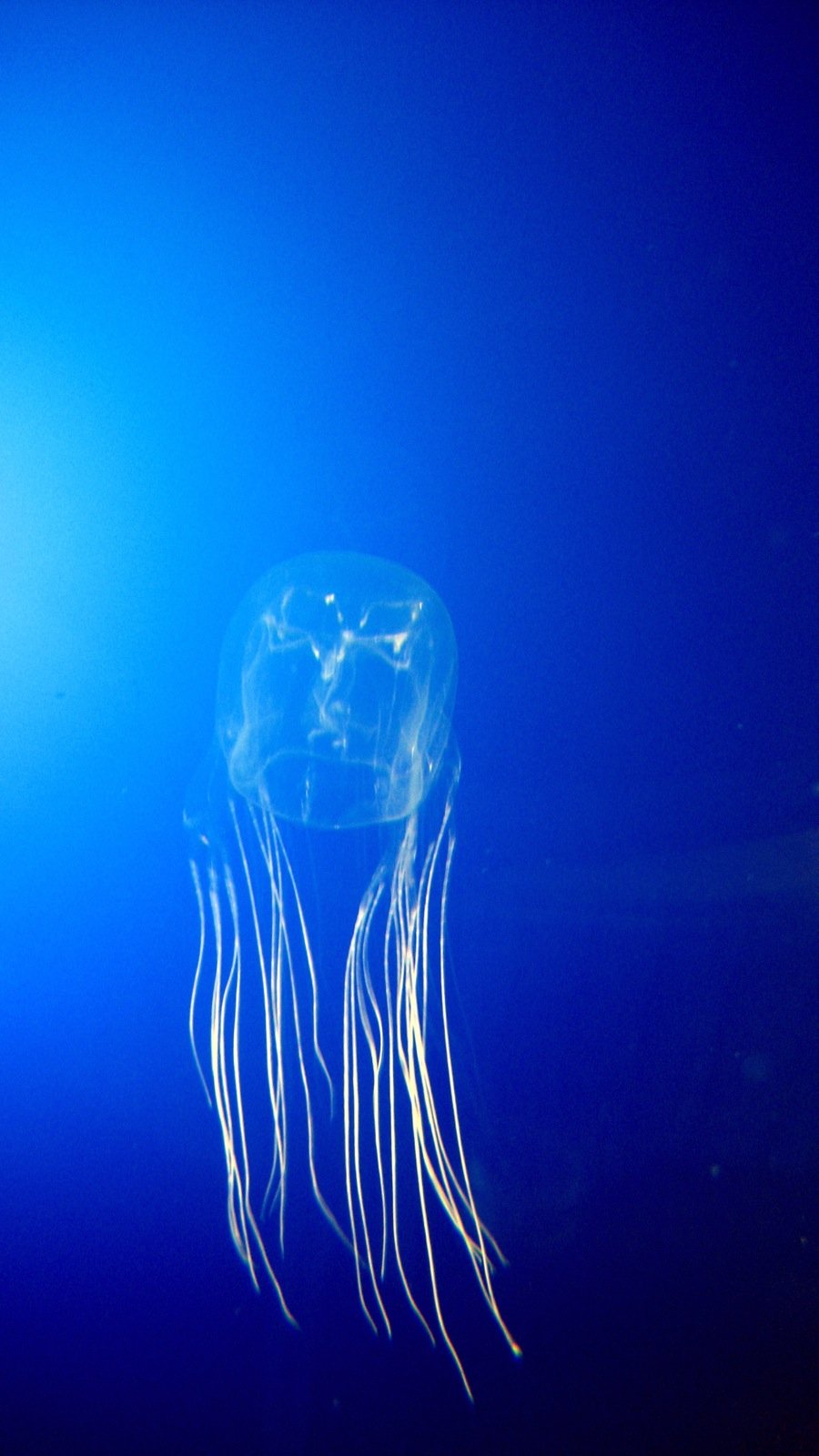
De uiterste gevaarlijke Australische zeewesp

In Australische wateren zijn ongewervelden als koraal, inktvissen en zeesterren ruim vertegenwoordigd. In het koudere zuiden komen minder bekende soorten voor zoals de krab Pseudocarcinus gigas, die rond Tasmanië te vinden is.
De Australische zeewesp en blauwgeringde octopus maken geregeld dodelijke slachtoffers.